# Adriana Năstase
Adriana Năstase (Boekarest, Roemenië, 6 juli 1972) is een voormalig Roemeens professioneel tafeltennisster. Vanaf 1995-1996 stond ze vanwege haar huwelijk bekend als Adriana Simion en na een scheiding (vóór 2004) als Adriana Zamfir.
Ze nam namens haar land deel aan de Olympische Zomerspelen 1992, 1996 en 2004 maar won geen medailles.

## Belangrijkste resultaten
- Goud met het team op de Europese kampioenschappen 1992.
- Goud met het team op de Europese kampioenschappen 2002.
- Goud met het team op de Europese kampioenschappen 2005.
- Brons met het team op de Europese kampioenschappen 1996.
- Brons met het team op de Europese kampioenschappen 1998.
- Brons met het team op de Europese kampioenschappen 2003.